# Diego Silveira

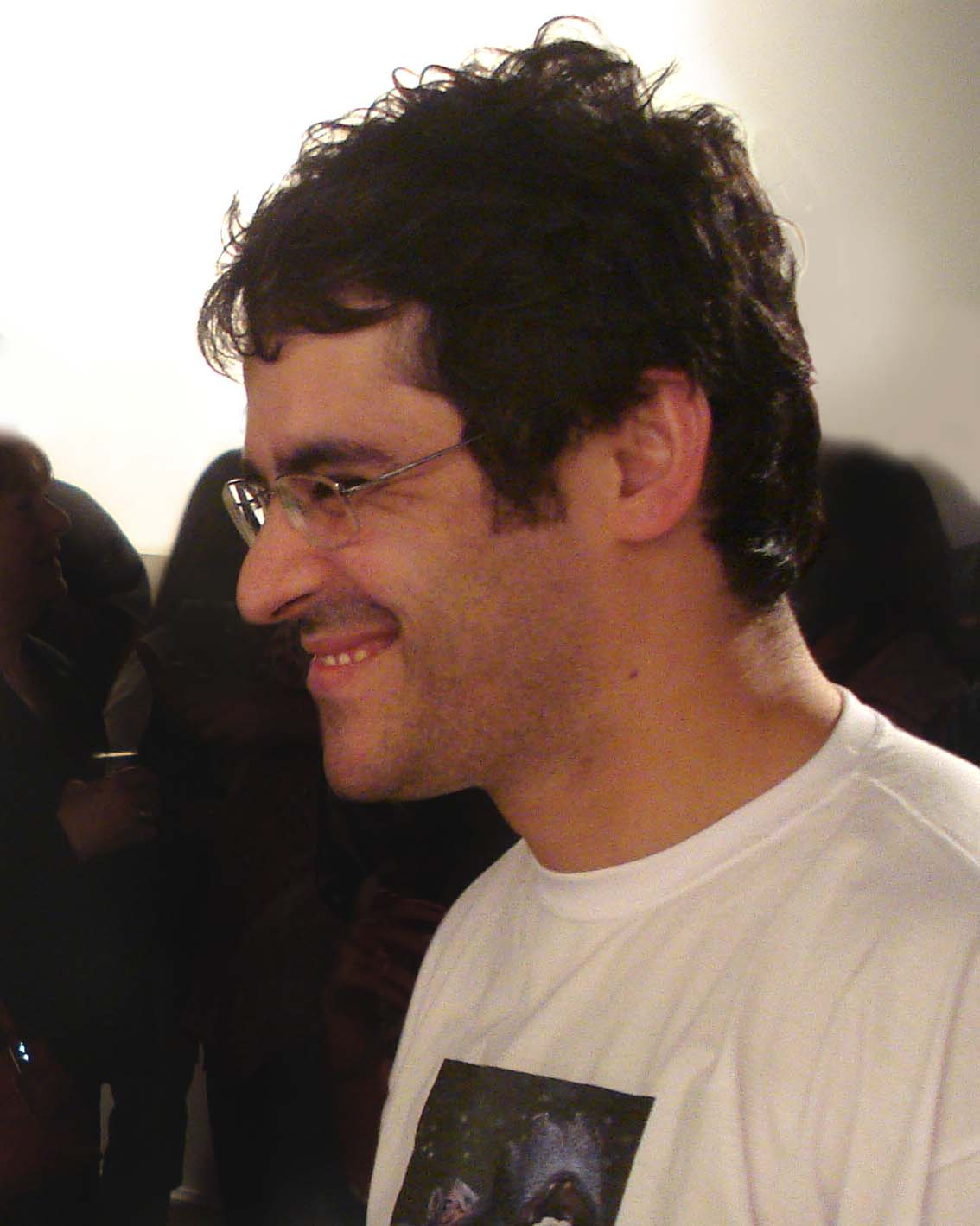
Diego Silveira.

Diego Amaro Botelho da Silveira (Porto Alegre, 3 de janeiro de 1975) é um compositor, professor, arranjador, baterista e percussionista brasileiro. Foi membro de várias bandas de rock e free jazz destacadas na cena do Rio Grande do Sul, participou de festivais de música erudita e popular, integra conjuntos de câmara e é membro titular da Orquestra Sinfônica de Porto Alegre (OSPA).  

## Origens e formação
Diego Silveira vem de uma família ligada à música. Seu pai era violonista amador e sua mãe tocava acordeão e cantava em um coral. Seu irmão, Vinícius Silveira, também é músico. Iniciou seus estudos de bateria com 12 anos, sendo aluno de César Audi, com quem aprendeu leitura e teoria. Quatro anos depois anos seu irmão passou a lhe dar aulas de violão e teoria. Aos 24 anos ingressou na Escola de Música da OSPA, estudando teoria e percussão sinfônica com Samir Hatem. Logo em seguida iniciou-se no piano com Elisa Cunha e composição com Antonio Carlos Borges-Cunha.
Tendo forte interesse pela literatura, graduou-se primeiramente em Letras na Universidade Federal do Rio Grande do Sul em 1996, mas já estava profundamente engajado com a música e decidiu direcionar sua carreira para este campo. Graduou-se em Música e Composição em 2006, também na UFRGS, e na mesma universidade obteve seu Mestrado em Música em 2011. Desde cedo assimilou uma ampla variedade de referenciais da música popular e erudita.

## Carreira

### Música popular

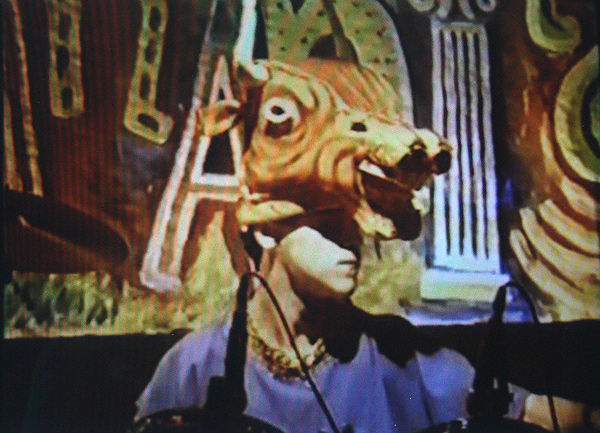
Diego Silveira em apresentação da banda Aristóteles de Ananias Jr. Bar Porto de Elis, Porto Alegre.

Iniciou sua atividade musical pública em 1991, aos 16 anos, com a banda de rock alternativo Aristóteles de Ananias Jr. A banda tinha uma proposta iconoclasta, experimental e irreverente, fazendo uma síntese entre a música popular e erudita sobre uma base de rock derivada da Jovem Guarda e do rock sessentista. A banda causou forte impressão no circuito do rock sulino pela sua música divergente do mainstream, embora pela sua estranheza não tenha se tornado exatamente "popular". No entanto, mais tarde a crítica viria a reconhecer a originalidade do trabalho, colocando-a entre as mais interessantes bandas cult do estado. Segundo Eduardo Egs, escrevendo em 2006 para o Overmundo, "usando colagens de trechos de músicas, sobreposição de vozes e muito, mas muito atonalismo, o Aristóteles causou impacto na cena porto-alegrense. O trabalho da banda foi reunido em um CD lançado em 1996 pelo Grenal Records, selo do próprio Marcelo Birck [líder da banda]. Hoje, passados dez anos, ainda impressiona ouvir as experiências sonoras desse registro". Para Arthur de Faria, músico e historiador, a banda "produziu uma fita demo excepcional e um CD quase inaudível de tão desconstruído", e a definiu como "a experiência musical mais radical feita em música popular nestas terras".
Depois de extinta a Aristóteles em 1996, com amigos fundou em 1997 o grupo Faskner, que seguia uma linha free jazz, e em 1998 ingressou na formação de Os Relógios de Frederico, que mesclava influências da música erudita e do funk, samba e rock, e realizava apresentações performáticas. Em 2001 a Relógios recebeu o Prêmio Açorianos na categoria Revelação Pop/Rock, e seu CD Quatro Centésimos de Semitom (2000) foi premiado na categoria Disco Pop/Rock. Ela fundiu-se em 2003 à banda Chumbo Grosso, e em 2006 os Relógios e a Fasker também se fundiram, formando um grande coletivo que mantinha as individualidades musicais dos diferentes grupos, que eram formados quase pelas mesmas pessoas, mas também combinava seus esforços. Neste ano o coletivo foi indicado para o Prêmio Açorianos, categoria Disco, e Diego foi indicado individualmente na categoria Compositor. Em 2007 foram um dos destaques da série "Destino Brasil Música - Um Outro Som", do Canal Brasil. Com esses grupos, além de atuar na percussão/bateria, Diego participou da composição e arranjo das peças, e com eles gravou outros CDs: Os Relógios de Frederico (2000), Chumbo Grosso (2003) e Faskner (2006).
Na sequência, fundou em 2007 o trio Rásimo, junto com Rodrigo Siervo e Ângelo Primon, baseado numa proposta eclética, experimental e improvisativa, utilizando instrumentos pouco convencionais e outros objetos que pudessem produzir som, como latas e vasilhas de plástico. Tehrence Veras, em matéria para o Overmundo, assim descreveu uma de suas apresentações:
"É inexplicável definir o que acontece numa apresentação dessas. Até porque nem mesmo os próprios músicos sabem e preveem. O que se pode dizer é que há uma interação muito forte entre instrumentistas e instrumentos a favor de um único movimento: fazer música. Só essa atitude já seria louvável. Porém, o que deu pra perceber no trio Rásimo foi um frescor musical e uma vontade de tocar que há muito eu não via por aí. [...] Outro fator que fica claro durante esse desfile de bom gosto musical é a brasilidade dos músicos da Rásimo. Não sei se ouvi bem, mas até baião eu saquei num dos momentos da apresentação e tenho certeza de que rolou uma citação de 'Cidade Maravilhosa' em um dos solos de berimbau com slide do Primon! As melodias tiradas pelo Siervo dos seus brinquedinhos de assoprar são de se refestelar e, pasmem, as que Diego concebe nas suas bacias de cobre também são deslumbrantes – poucos percussionistas conseguem usar suas armas rítmicas melodicamente tão bem. Creio que o que aconteceu naquela noite no Ocidente foi mais do que um espetáculo musical. Foi uma bela e emocionante fábula, com início meio e fim, conduzida por três instrumentistas que têm muita história nova pra nos contar".
Ao mesmo tempo, passou a fazer parte do conjunto Sinuca de Bico, formado em 2007 com membros que já haviam trabalhado juntos em outras formações. A banda se dedicava a um trabalho de releitura da bossa nova, do samba e do rock, influenciada especialmente por ícones como Jackson do Pandeiro, Tom Jobim, Sly & the Family Stone, Jimi Hendrix, Tamba Trio e grupos vocais dos anos 1960, criando sonoridades novas. Suas músicas de tornaram populares nas principais rádios gaúchas, e a canção-título do CD Tá Todo Mundo Errado, Menos Eu foi interpretada por João Marcelo Bôscoli, ganhando difusão nacional. Em 2011 Diego foi indicado para o Prêmio Açorianos, categoria Composição, pelo trabalho em Tá Todo Mundo Errado, Menos Eu. Não venceu individualmente, mas a banda foi premiada na categoria Revelação. No ano seguinte, recebeu outra indicação pela trilha sonora da peça teatral O Baile dos Anastácio, junto com Simone Rasslan e Mateus Mapa.
Como convidado participou de apresentações e gravações com vários conjuntos e solistas, a exemplo de Luciano Zanatta, (CD Volume 2, 2003), Nico Nicolaiewsky (CD Onde Está o Amor?, 2008), Marcelo Birck (CD Os Timbres não Mentem Jamais, 2008), Vanessa Longoni (CD A Mulher de Oslo, 2008), Arthur de Faria  (CD Música pra Ouvir Sentado, 2010); e Gisele de Santi, apresentando-se no programa Palcos da Vida da TVE RS. Já se apresentou no tradicional Festival Música de Porto Alegre, e tocou com Ná Ozzetti no concerto que homenageou Nei Lisboa no Projeto Unimúsica da UFRGS.

### Música erudita

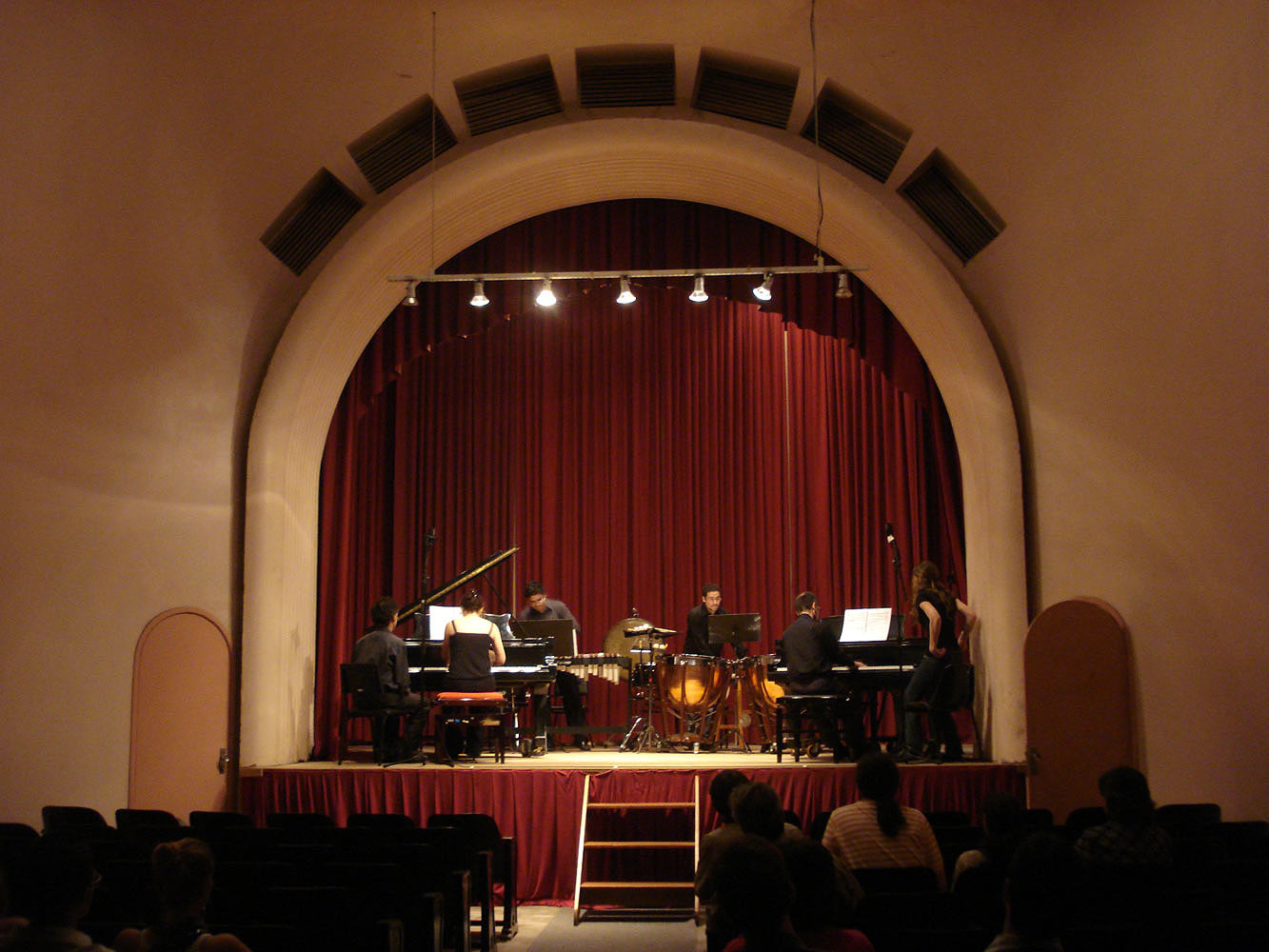
Recital no Instituto de Artes da UFRGS.

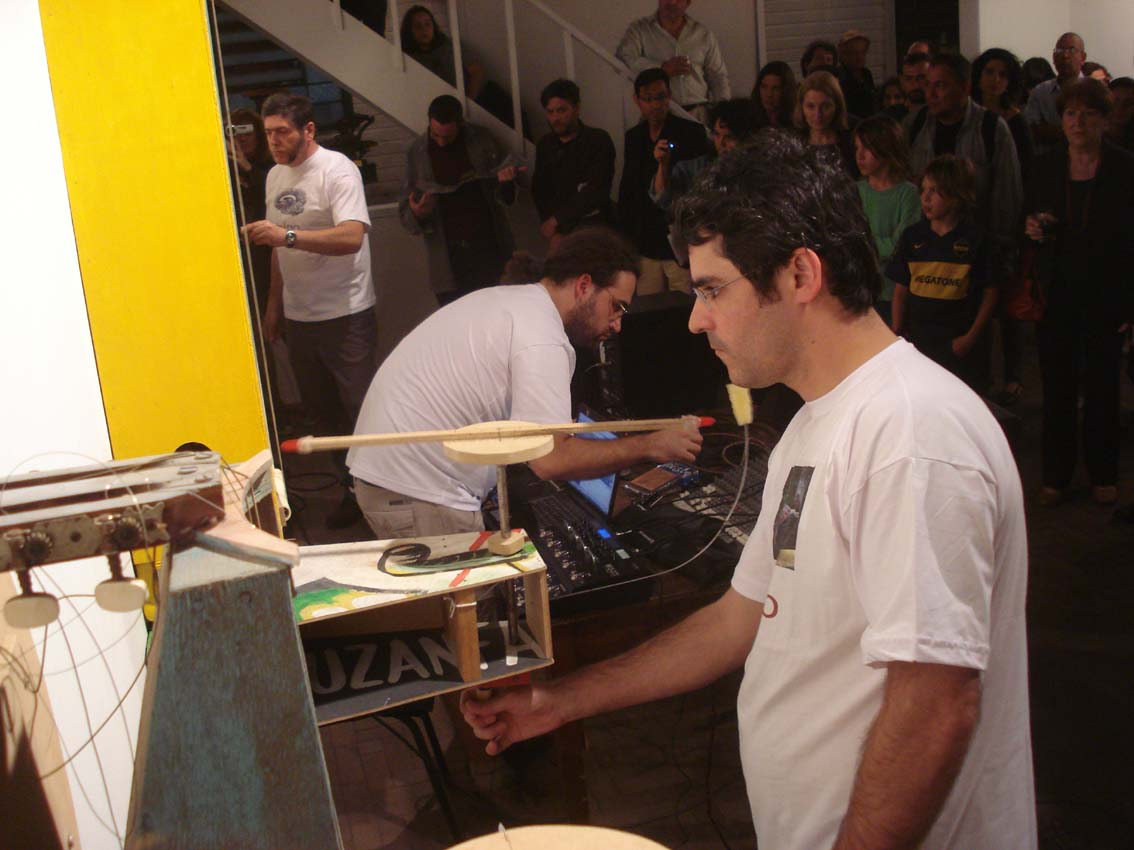
Performance em exposição de Chico Machado no Museu do Trabalho, Porto Alegre, 2010. Da esquerda para a direita, de camisas brancas, Chico Machado, Luciano Zanatta e Diego Silveira.

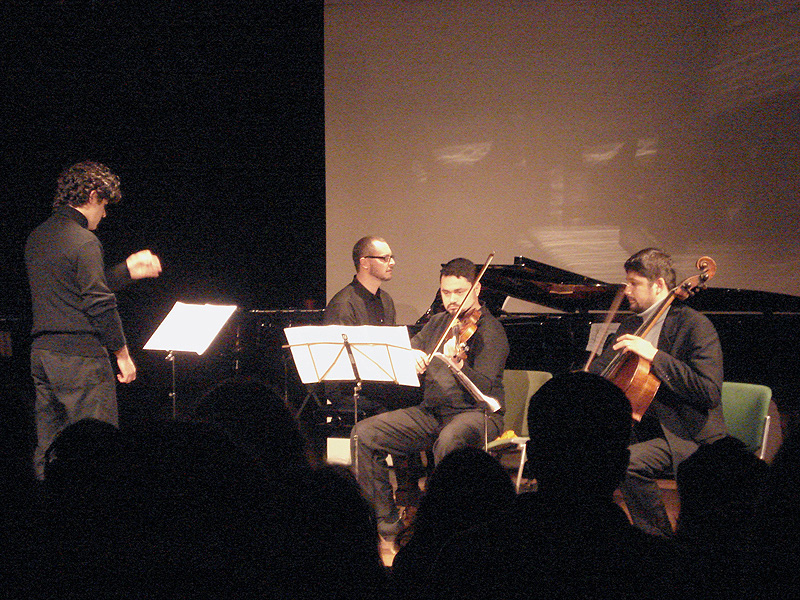
Apresentação do Grupo de Música Contemporânea de Porto Alegre no auditório do Instituto Goethe, Porto Alegre. Diego é o regente, à esquerda.

Paralelamente ao seu envolvimento com a música popular, desenvolve consistente trabalho no campo da música erudita como instrumentista e compositor, declarando que "a composição é o centro de minha atividade como músico". Ele foi um dos compositores destacados no artigo "A música erudita no Rio Grande do Sul", de Rogério Ratner, publicado no Overmundo, e também no livro do mesmo autor Música do Rio Grande do Sul, Ontem e Hoje.
Em sua dissertação de Mestrado, construída em torno do ciclo de peças Fragmomento, ele lançou algumas luzes sobre o seu eclético processo compositivo. Fazendo uso da citação de fragmentos de obras outros compositores, inseriu-se numa estética que chamou "poliestilismo", tendo como referências básicas Alfred Schnittke e Simon Emerson, relacionando essa prática com suas próprias vivências, tendo incorporado uma multiplicidade de fontes eruditas e populares desde a juventude e "transitando cotidianamente entre a música de concerto e a música popular". Citou peças, por exemplo, de James Brown, John Coltrane e Maurício Duboc, entre outros, dando-lhes um tratamento intelectual rigoroso através da concepção de um planejamento prévio, onde recorreu a esquemas matemáticos como a série de Fibonacci e a fórmula do cânone, e ao conceito de tópico de Raymond Monelle, como guias para a estruturação da forma, organizando os elementos alheios em obras novas e coerentes com a corrente erudita contemporânea mais investigativa e experimental, e estipulando, além disso, o emprego do instrumental de maneiras pouco ortodoxas. Ele resumiu seu trabalho dizendo:
"O ciclo Fragmomento representa a tomada de consciência do compositor sobre o quanto sua experiência como instrumentista em grupos de música popular e música de concerto pode ser utilizada como material de composição. As citações presentes nas peças do ciclo representam a intenção de utilizar na composição a experiência do autor como ouvinte e estabelecer uma convivência entre os diferentes universos musicais por onde transita".
Em 2006 foi admitido na OSPA por concurso como percussionista, participando da sua programação regular, e também nas apresentações camerísticas montadas com músicos da orquestra. Ministra cursos de teoria, prática e história da música na Escola da OSPA.
É um dos fundadores e diretor do Grupo de Música Contemporânea de Porto Alegre, criado em 2007 e dedicado à interpretação de obras de artistas da nova geração erudita. Em 2001 participou do VII Encontro de Compositores Latino-Americanos, foi selecionado no projeto Rumos Culturais 2004/2005: Tendências e Vertentes do Itaú Cultural, que fez um mapeamento da nova produção em todo o Brasil, participou da XVI Bienal de Música Brasileira Contemporânea em 2005, em 2011 teve uma peça executada no IV Encontro de Flautistas do Rio Grande do Sul, e tem se apresentado regularmente no Festival Contemporâneo promovido pelo Instituto Goethe. Sua peça Faskner VII foi executada pela Orquestra Sesi/Fundarte. Teve uma obra incluída no CD Coletânea de Música Eletroacústica lançado pela UFRGS em 2014, reunindo composições de autores do Brasil e América Latina.
Também nesta área recebe frequentes convites para colaborar com outros grupos, participando de concertos com a Orquestra de Câmara Fundarte, a Orquestra Theatro São Pedro e a Orquestra Sinfônica da Universidade de Caxias do Sul. Integrou a orquestra montada para a ópera P-u-n-c-h, de Christian Benvenuti, apresentada no Teatro Renascença, foi solista de percussão no balé Mahavidyas, de Vagner Cunha, apresentado no Theatro São Pedro, e já trabalhou com os conjuntos camerísticos Sons Trangênicos e Quarteto de Percussão de Porto Alegre.